# Andy Schmid
André "Andy" Schmid, född 30 augusti 1983 i Horgen i Zürich, är en schweizisk tidigare handbollsspelare (mittnia).  Han utsågs till Årets spelare i Bundesliga fem säsonger i rad (2014, 2015, 2016, 2017 och 2018).